# ぱすぽ☆ベスト MUSIC CLIPS
ぱすぽ☆ベスト MUSIC CLIPS（ぱすぽベスト ミュージッククリップス）は、2013年6月26日にリリースされたぱすぽ☆のビデオ・クリップ集。
ぱすぽ☆名義でメジャーデビューしてから発表されたシングル6曲の他、DVDシングルとして発表された「キス＝スキ」などを含む全9曲を収録している。
シングル『Truly』と同時発売で、ジャケットの衣装は同シングルのジャケットで着用している衣装と同一である。

## 収録曲
1. 少女飛行
2. ViVi夏
3. キス＝スキ
4. 君は僕を好きになる
5. Next Flight
6. バスタブ
7. 夏空HANABI
8. WING
9. Love Diary